# España en el Campeonato Europeo de Baloncesto Femenino de 2017
España participó en el XXXIV Campeonato Europeo de Baloncesto Femenino, celebrado en la República Checa entre el 16 y el 25 de junio de 2017 bajo la organización de la Confederación Europea de Baloncesto (FIBA Europa) y la Federación Checa de Baloncesto.
La selección de España estaba en la lista de las favoritas para ganar el título europeo, junto con las selecciones de Francia (cuarto lugar en Río de Janeiro 2016 y plata en el EuroBasket 2015) y la de Serbia (medalla de bronce en Río de Janeiro 2016 y campeona en el EuroBasket 2015).
El equipo español consiguió la medalla de oro al derrotar a la selección de Francia en la final, celebrada la tarde del domingo 25 de junio, en el pabellón O2 Arena de Praga (cercana a la ciudad de Lille), con un apretado marcador de 71-55.71-55. Este fue el tercer título europeo para España, tras los obtenidos en 1993 y 2013; curiosamente, las tres finales las disputó y ganó contra Francia.

## Sedes
La selección española disputó sus partidos en las siguientes dos sedes:
| Fase         | Ciudad         | Instalación             | Capacidad |
| ------------ | -------------- | ----------------------- | --------- |
| Primera fase | Hradec Králové | Arena de Hradec Králové | 7 000     |
| Fase final   | Praga          | O2 Arena                | 17 500    |

## Equipo
El seleccionador nacional Lucas Mondelo anunció el 4 de mayo la lista de las dieciséis convocadas para el Europeo (cuatro son reservas). La veterana jugadora Laia Palau, que anunció su posible retirada de la selección para el fin del evento, ejerció de capitana de la selección.
Las doce jugadoras que conformaron la selección (más las reservas) se encuentran ordenadas a continuación de acuerdo al número de su camiseta:
| Dorsal | Nombre           | Posición      |
| ------ | ---------------- | ------------- |
| 4      | Laura Nicholls   | Pívot         |
| 6      | Silvia Domínguez | Base          |
| 7      | Alba Torrens     | Ala-pívot     |
| 9      | Laia Palau       | Base          |
| 10     | Marta Xargay     | Alero         |
| 11     | Leonor Rodríguez | Alero         |
| 14     | Sancho Lyttle    | Pívot         |
| 15     | Anna Cruz        | Alero         |
| 20     | Leticia Romero   | Base          |
| 22     | María Conde      | Alero         |
| 24     | Laura Gil        | Pívot         |
| 28     | Beatriz Sánchez  | Ala-pívot     |
| R      | Laura Quevedo    | Alero         |
| R      | Belén Arrojo     | Alero         |
| R      | Georgina Bahi    | Pívot         |
| R      | Lucila Pascua    | Pívot         |
| –      | Lucas Mondelo    | Seleccionador |

## Preparación
Las jugadoras de la selección disputaron ocho partidos amistosos de preparación antes del inicio del campeonato: cuatro en casa –dos en San Fernando (Cádiz) y dos en Torrelavega (Cantabria)–, y cuatro en el extranjero –dos en Cortrique (Bélgica) y dos en Mulhouse (Francia)–. Los ocho partidos se zanjaron con siete victorias y una derrota.
| Fecha | Hora                   | Partido | Partido | Partido | Resultado | Reporte                                                  |
| ----- | ---------------------- | ------- | ------- | ------- | --------- | -------------------------------------------------------- |
| 19.05 | San Fernando ( España) | España  | -       | Polonia | 69-47     | ver                                                      |
| 21.05 | San Fernando ( España) | España  | -       | China   | 68-58     | ver                                                      |
| 26.05 | Torrelavega ( España)  | España  | -       | Canadá  | 64-42     | ver                                                      |
| 28.05 | Torrelavega ( España)  | España  | -       | Japón   | 67-51     | ver Archivado el 29 de junio de 2017 en Wayback Machine. |
| 02.06 | Cortrique ( Bélgica)   | Bélgica | -       | España  | 59-69     | ver                                                      |
| 03.06 | Cortrique ( Bélgica)   | Bélgica | -       | España  | 48-87     | ver                                                      |
| 10.06 | Mulhouse ( Francia)    | Italia  | -       | España  | 66-62     | ver                                                      |
| 11.06 | Mulhouse ( Francia)    | Francia | -       | España  | 65-56     | ver                                                      |

## Participación
- Todos los partidos en la hora local de la República Checa (UTC+2).

### Primera fase
El equipo nacional quedó encuadrado para la primera fase en el grupo A, con los combinados de Hungría, Ucrania y la Selección femenina de baloncesto de la República Checa. Los dos primeros partidos fueron ganados con solvencia y, ya conseguida la clasificación directa para los cuartos como primeros de grupo, el último partido se perdió.
Primera fase (grupo A)
| Equipo          | J | G | P | PF  | PC  | DP  | PTS |
| --------------- | - | - | - | --- | --- | --- | --- |
| España          | 3 | 2 | 1 | 201 | 169 | +32 | 5   |
| Ucrania         | 3 | 2 | 1 | 197 | 195 | +2  | 5   |
| Hungría         | 3 | 1 | 2 | 194 | 216 | -22 | 4   |
| República Checa | 3 | 1 | 2 | 184 | 196 | -12 | 4   |

- Resultados

| Fecha | Hora  | Partido         | Partido | Partido | Resultado | RdP                                                      |
| ----- | ----- | --------------- | ------- | ------- | --------- | -------------------------------------------------------- |
| 16.06 | 20:30 | Hungría         | -       | España  | 48-62     | ver Archivado el 18 de junio de 2017 en Wayback Machine. |
| 17.06 | 15:00 | España          | -       | Ucrania | 76-54     | ver Archivado el 25 de junio de 2017 en Wayback Machine. |
| 19.06 | 18:00 | República Checa | -       | España  | 67-63     | ver Archivado el 22 de junio de 2017 en Wayback Machine. |

1. ↑  Partidos jugados en el Arena de Hradec Králové, Hradec Králové.

### Fase final
Cuartos de final
| Fecha | Hora  | Partido | Partido | Partido | Resultado | RdP                                                      |
| ----- | ----- | ------- | ------- | ------- | --------- | -------------------------------------------------------- |
| 22.06 | 18:00 | España  | -       | Letonia | 67-47     | ver Archivado el 24 de junio de 2017 en Wayback Machine. |

Semifinales
| Fecha | Hora  | Partido | Partido | Partido | Resultado | RdP                                                      |
| ----- | ----- | ------- | ------- | ------- | --------- | -------------------------------------------------------- |
| 24.06 | 18:00 | España  | -       | Bélgica | 68-52     | ver Archivado el 25 de junio de 2017 en Wayback Machine. |

Final
| Fecha | Hora  | Partido | Partido | Partido | Resultado | RdP                                                      |
| ----- | ----- | ------- | ------- | ------- | --------- | -------------------------------------------------------- |
| 30.06 | 20:00 | España  | -       | Francia | 70-69     | ver Archivado el 28 de junio de 2017 en Wayback Machine. |

1. 1 2 3  Partido jugado en el O2 Arena, Praga.

## Medallero
|        |         |         |
| España | Francia | Bélgica |

## Estadísticas
Fuente:  Archivado el 2 de julio de 2017 en Wayback Machine.
|        |                  | Tiros | Tiros   | Tiros   | Tiros | Tiros  | Rebotes | Rebotes | Rebotes |     |     |     |     |     |     |
| Dorsal | Nombre           | PTS   | TC      | T 2P    | T 3P  | TL     | OFE     | DEF     | TOT     | ASI | PER | REC | TAP | FAL | TJ  |
| ------ | ---------------- | ----- | ------- | ------- | ----- | ------ | ------- | ------- | ------- | --- | --- | --- | --- | --- | --- |
| 4      | Laura Nicholls   | 32    | 14/32   | 14/32   | 0/0   | 4/6    | 16      | 24      | 40      | 14  | 11  | 4   | 7   | 19  | 158 |
| 6      | Silvia Domínguez | 22    | 6/22    | 6/17    | 0/5   | 10/17  | 3       | 5       | 8       | 13  | 11  | 2   | 0   | 11  | 102 |
| 7      | Alba Torrens     | 107   | 41/86   | 26/58   | 15/28 | 10/18  | 7       | 31      | 38      | 20  | 15  | 13  | 0   | 4   | 183 |
| 9      | Laia Palau       | 20    | 8/25    | 6/14    | 2/11  | 2/4    | 2       | 10      | 12      | 21  | 11  | 8   | 0   | 16  | 126 |
| 10     | Marta Xargay     | 56    | 21/49   | 13/28   | 8/21  | 6/6    | 3       | 8       | 11      | 7   | 9   | 7   | 0   | 17  | 118 |
| 11     | Leonor Rodríguez | 6     | 2/10    | 1/4     | 1/6   | 1/1    | 2       | 0       | 2       | 0   | 3   | 0   | 0   | 1   | 16  |
| 14     | Sancho Lyttle    | 86    | 34/57   | 34/57   | 0/0   | 18/25  | 18      | 33      | 51      | 8   | 14  | 16  | 3   | 8   | 182 |
| 15     | Anna Cruz        | 48    | 18/52   | 14/40   | 4/12  | 8/16   | 6       | 15      | 21      | 19  | 11  | 9   | 0   | 9   | 141 |
| 20     | Leticia Romero   | 14    | 4/9     | 2/5     | 2/4   | 4/6    | 4       | 2       | 6       | 2   | 2   | 1   | 0   | 2   | 26  |
| 22     | María Conde      | 0     | 0/3     | 0/3     | 0/0   | 0/0    | 1       | 0       | 1       | 0   | 0   | 0   | 0   | 0   | 12  |
| 24     | Laura Gil        | 12    | 4/16    | 4/16    | 0/0   | 4/9    | 13      | 14      | 27      | 2   | 6   | 8   | 2   | 15  | 105 |
| 28     | Beatriz Sánchez  | 4     | 2/6     | 2/5     | 0/1   | 0/0    | 1       | 2       | 3       | 1   | 0   | 0   | 0   | 4   | 29  |
|        | TOTAL            | 407   | 154/367 | 122/279 | 32/88 | 67/108 | 88      | 160     | 248     | 107 | 101 | 68  | 12  | 109 | –   |

| PTS – Puntos             | TC – Tiros de campo (anotados/lanzados) | T 2P – Tiros de 2 m     |
| T 3P – Tiros de 3 m      | TL – Tiros libres                       | OFE – Rebotes ofensivos |
| DEF – Rebotes defensivos | TOT – Rebotes totales                   | ASI – Asistencias       |
| PER – Pérdidas           | REC – Recuperaciones                    | TAP – Tapones           |
| FAL – Faltas cometidas   | TJ – Tiempo jugado (en min)             |                         |
| 1.                       |                                         |                         |